# 1960년 동계 올림픽 스피드스케이팅

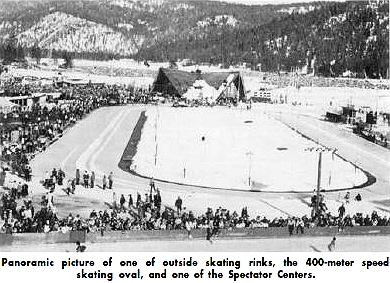
1960년 동계 올림픽 - 스피드스케이팅

1960년 스쿼밸리 동계 올림픽 스피드스케이팅 경기는 8개 종목으로 치러졌다. 여자 스피드스케이팅이 이 대회에서 올림픽 종목으로 처음 채택되었다.